# Ley de ciudadanía israelí

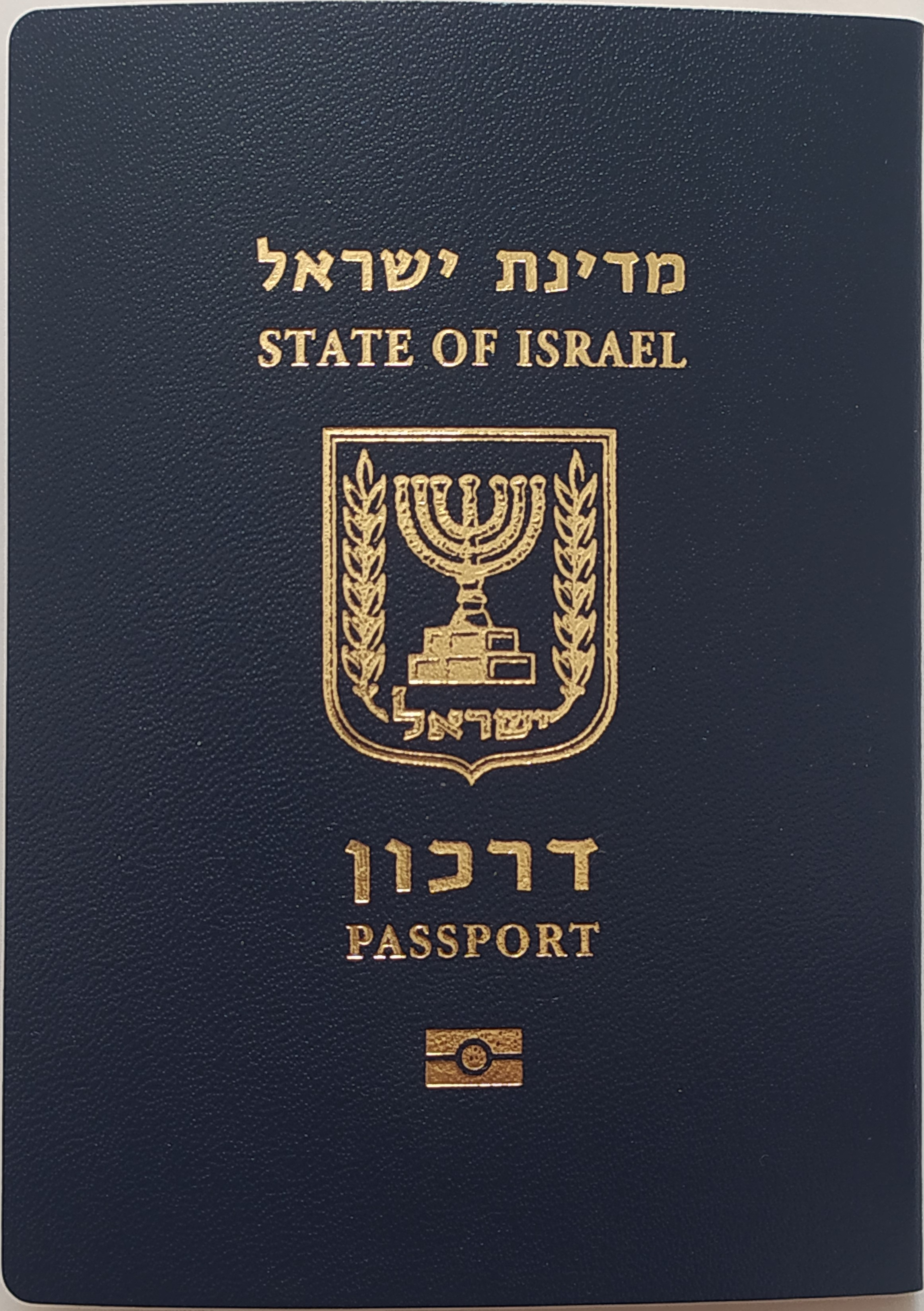
Pasaporte biométrico israelí

La ley de ciudadanía israelí detalla las condiciones por las cuales una persona posee la ciudadanía de Israel. Las dos leyes principales que rigen estos requisitos son la Ley de Retorno de 1950 y la Ley de Ciudadanía de 1952.
Todo judío en el mundo tiene el derecho irrestricto de emigrar a Israel y convertirse en ciudadano israelí. Las personas nacidas dentro del país reciben la ciudadanía israelí al nacer si al menos uno de los padres es ciudadano. Los extranjeros no judíos podrán naturalizarse después de vivir en el país durante al menos tres años manteniendo la residencia permanente y demostrando conocimientos del idioma hebreo. Los no judíos naturalizados también deben renunciar a sus nacionalidades anteriores, mientras que los inmigrantes judíos no están sujetos a este requisito.

## Terminología
La distinción entre el significado de los términos ciudadanía y nacionalidad no siempre es clara y difiere según el país y el idioma. Generalmente, nacionalidad se refiere a la pertenencia legal de una persona a un estado y es el término común utilizado en tratados internacionales cuando se refiere a miembros de un estado; La ciudadanía se refiere al conjunto de derechos y deberes que una persona tiene en esa nación.
En el contexto israelí, la nacionalidad no está vinculada al origen de una persona en un territorio en particular, sino que tiene un significado específico que abarca el electorado nacional. Aunque el término también puede usarse en otros países para indicar el grupo étnico de una persona, el significado en la ley israelí es particularmente amplio al incluir a cualquier persona que practique el judaísmo y a sus descendientes. Los miembros de la nacionalidad judía forman la parte central de la ciudadanía de Israel, mientras que la Corte Suprema de Israel ha dictaminado que no existe una nacionalidad israelí. La legislación ha definido a Israel como el estado nación del pueblo judío desde 2018.